# 畑尾和人
畑尾 和人（はたお かずと、1961年5月11日 -　2015年8月13日 ）は、日本競輪選手会大分支部に在籍していた元競輪選手。日本競輪学校第47期生。

## 来歴
初出走は1981年4月25日の広島競輪場（3着）。初勝利は同年6月13日の静岡競輪場。
特別競輪（GP、GI、GII）出場歴は1991年のふるさとダービー（福井競輪場）しかないが、強引な位置取りと競りの強さから、現役当時、クレイジーという異名を取った。
2006年1月19日選手登録削除。通算戦績1450戦281勝、優勝30回。